# Judith Magre
Pour les articles homonymes, voir Magre, Dupuis (homonymie) et Chambord.
Simone Dupuis, dite Judith Magre, ou Simone Chambord à ses débuts, est une actrice et chanteuse française, née le 20 novembre 1926 à Montier-en-Der (Haute-Marne). 

## Biographie

### Famille
Simone Dupuis est née dans une famille d'industriels de la Haute-Marne. Sa mère, Clothilde Vitry, est née en 1901 d'une famille établie de longue date à Montier-en-Der. Son père, René Dupuis, né en 1902 à Montier-en-Der, est ingénieur et fils d'ingénieur d'une famille originaire de Villiers-aux-Chênes (Haute-Marne). Simone est l'aînée des cinq enfants du couple.

### Débuts
À la fin des années 1940, elle s'inscrit en philosophie à la Sorbonne à Paris mais fait les quatre cents coups. Lors du mariage d'une amie, elle rencontre un jeune homme, avec lequel elle se fiance trois jours plus tard, celui-ci devant partir sous peu à l’étranger pour son travail. Elle rompt finalement ses fiançailles lors d'un dîner avec les deux familles et rentre en stop à Paris, où elle est hébergée chez la sœur d'Andrée Putman, vivant une année difficile où elle gagne sa vie avec des petits boulots.
Elle se fabrique des robes, qui attirent l'attention dans les bals qu'elle fréquente, chez Charles de Beistegui ou encore de Marie-Laure de Noailles, qui devient une amie.

### Carrière
Après avoir suivi des cours de comédie au cours Simon et de danse classique auprès de Lucette Destouches, l'épouse de Céline, elle débute à l'âge de 21 ans au cinéma où elle décroche des petits rôles sous le pseudonyme de Simone Chambord pour des cinéastes tels que Pierre Chenal (le premier à l'avoir fait tourner), Yves Ciampi ou André Hunebelle.

Elle entame parallèlement une carrière au théâtre et au cabaret. Elle monte sur scène la toute première fois lors d'une tournée, à Innsbruck, dans une pièce d'Émile Mazaud ; soixante ans plus tard, elle se souvient : 

« J'avais une robe 1900, une voilette, un petit canotier et une ombrelle. Avant d’entrer sur scène, j’étais paralysée de peur. Au point qu’il a fallu que le régisseur me pousse. J'ai fait un vol plané, et ai atterri sur le ventre, avec mon canotier, mon ombrelle… Les gens ont cru que cela faisait partie de la mise en scène. Et là, je me suis dit : J’y suis, j’y reste ! »

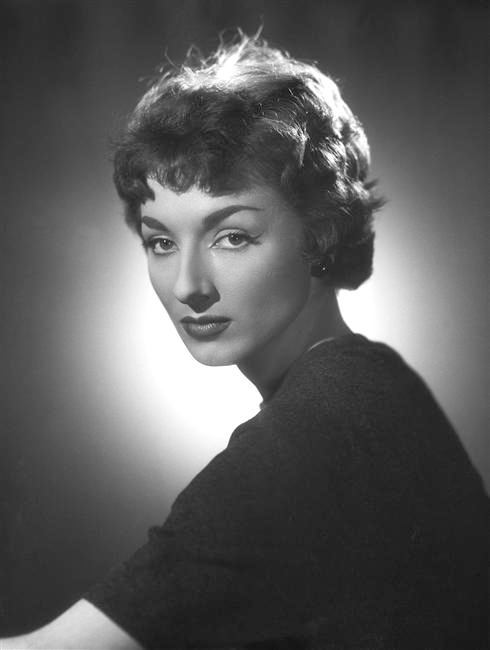
Judith Magre en 1953 (Studio Harcourt).

Dans le courant de l'année 1953, elle adopte le pseudonyme de Judith Magre.
En 1955, elle se fait remarquer en interprétant le personnage de Marie-Chantal, une jeune bourgeoise sotte et snobinarde au théâtre Fontaine dans un rôle créé pour elle par Jacques Chazot, aux côtés de Guy Bedos alors débutant. Elle tourne ensuite au cinéma pour des réalisateurs prestigieux tels que René Clair, Julien Duvivier ou Louis Malle.
Au théâtre, elle intègre de 1961 à 1962 la compagnie Renaud-Barrault qu'elle avait déjà côtoyée en 1955, où elle joue Judith, La Cerisaie et L'Orestie. Puis, elle rejoint de 1963 à 1971 le TNP, où elle joue des pièces aussi variées que celles de Brecht, Euripide, Gorki ou Jean Vauthier.
En 1963, elle épouse Claude Lanzmann dont elle divorcera en 1971.
Tout au long de sa carrière, poursuivie sans discontinuer jusqu'à aujourd'hui, elle a concilié sa vie d'actrice de cinéma avec celle de comédienne de théâtre. Au cinéma, elle tourne en particulier pour Louis Malle, Claude Lelouch, Francis Girod ou plus récemment Anne Fontaine ou Sophie Marceau. Au théâtre, elle a joué pour des metteurs en scène aussi reconnus que Georges Wilson, Jacques Charon, Jean-Michel Ribes, Bernard Murat, ou dernièrement Catherine Hiegel.
Entre 2021 et 2023, elle effectue plusieurs dizaines de représentations d'Une vie allemande sur la scène du théâtre de Poche-Montparnasse, dont elle est assidue. Elle retrouve ce théâtre en 2024 pour Judith prend Racine au poche, autour des héroïnes de tragédie chez Racine, en duo avec Olivier Barrot. Elle débute cette même année une nouvelle création : Judith Magre dit Baudelaire, jusqu'en 2025.
Judith Magre a été récompensée plusieurs fois par ses pairs, qui lui ont décerné en particulier le Molière de la comédienne dans un second rôle en 1990 et le Molière de la comédienne en 2000 et 2006.
Elle est, à ce jour, l'actrice française active la plus âgée après Brigitte Auber (née en 1925).

### Prise de position
En décembre 2023, elle est signataire de la tribune « N'effacez pas Gérard Depardieu » visant notamment à défendre la présomption d'innocence de Gérard Depardieu, alors accusé de viol, agression sexuelle et harcèlement sexuel.

### Décoration
- 2005 :  Officier de l'ordre national du Mérite[10]

## Théâtre

Judith Magre au théâtre de Poche-Montparnasse
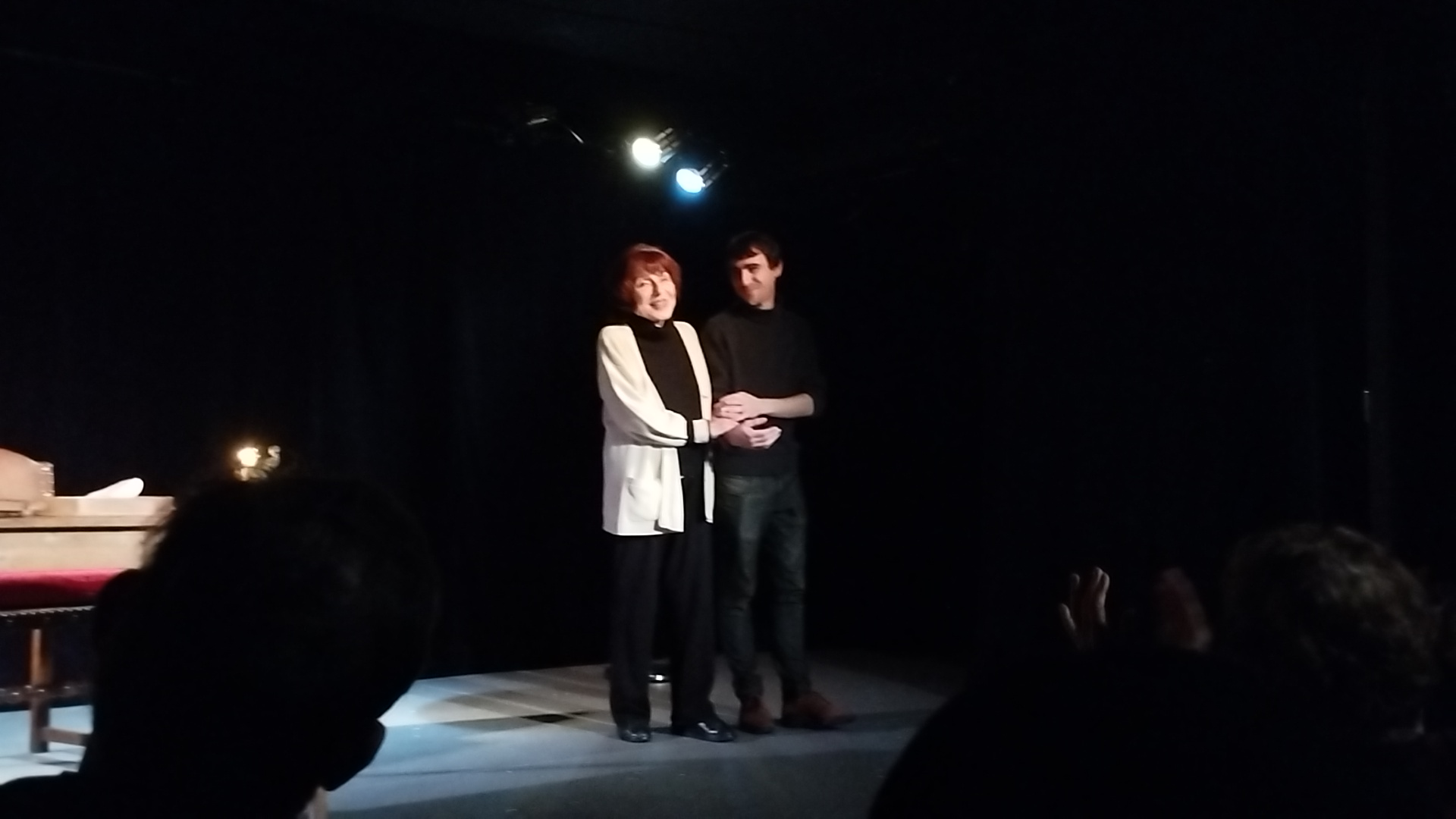
Une vie allemande de Christopher Hampton, en janvier 2023.
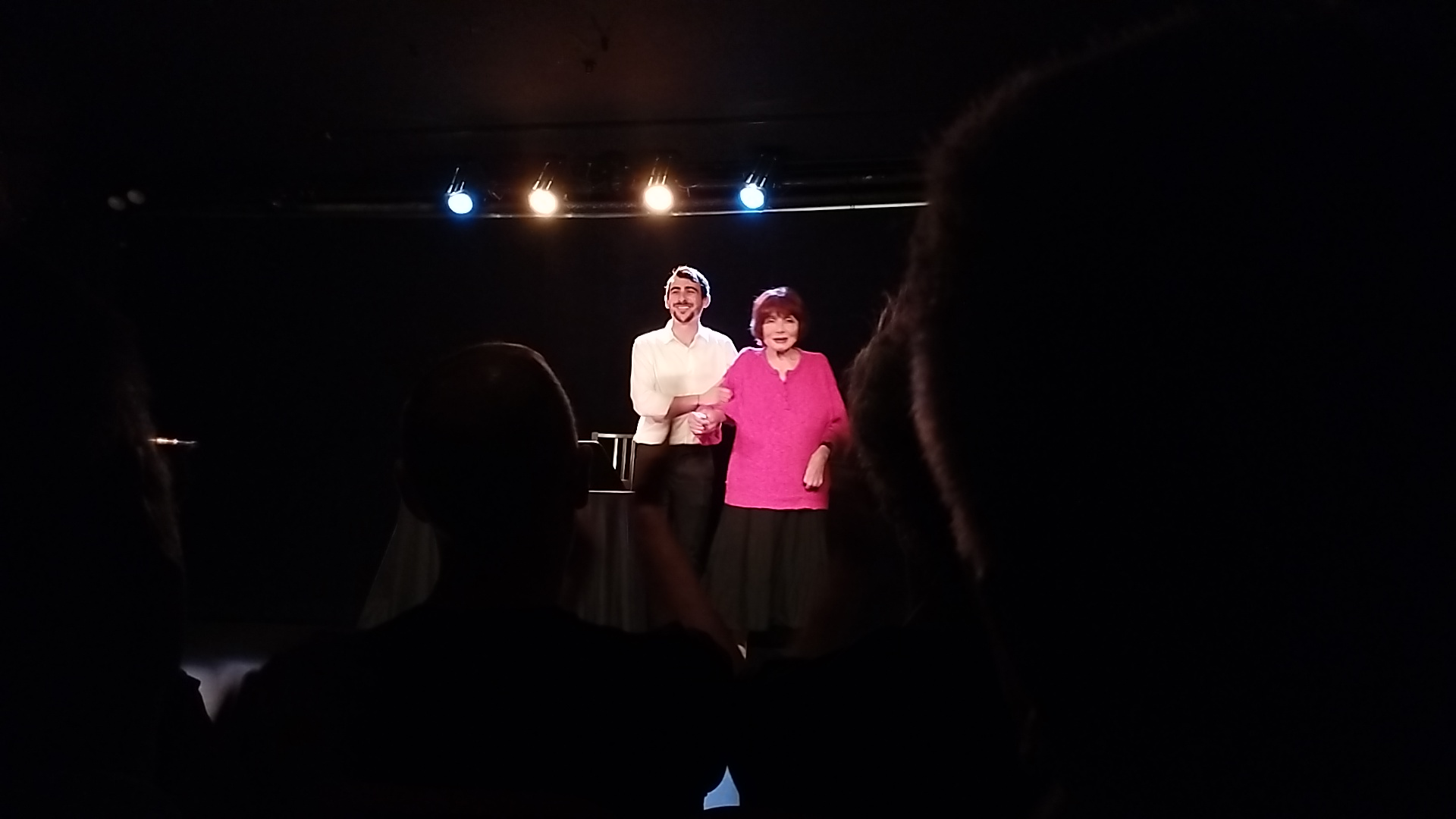
S'abandonner à vivre de Sylvain Tesson, le 4 septembre 2023.

### Sous le nom de Simone Chambord
- 1950 : La Farce des ténébreux de Michel de Ghelderode, mise en scène Georges Vitaly, théâtre du Grand-Guignol
- 1951 : Eté et fumées de Tennessee Williams, mise en scène Jean Le Poulain, théâtre de l'Œuvre

### Sous le nom de Judith Magre
- 1952 : Portrait de famille de Nino Frank et Paul Gilson, mise en scène Claude Régy, théâtre des Mathurins
- 1953 : Docteur Jekyll et mister Hyde de Frédéric Dard, mise en scène Robert Hossein, théâtre du Grand-Guignol
- 1954 : Les Salauds vont en enfer de Frédéric Dard, mise en scène Robert Hossein, théâtre du Grand-Guignol
- 1955 : Procès de famille de Diego Fabbri, mise en scène José Quaglio, théâtre de l'Œuvre
- 1955 : L'Orestie d'Eschyle, mise en scène Jean-Louis Barrault, Festival de Bordeaux, théâtre Marigny
- 1956 : Les Lingots du Havre d'Yves Jamiaque, mise en scène Jean Lanier, théâtre des Arts
- 1956 : Huis clos de Jean-Paul Sartre, mise en scène Michel Vitold, théâtre en Rond
- 1957 : La Paix du dimanche de John Osborne, mise en scène Raymond Gérôme, théâtre des Mathurins
- 1958 : Le Bal du lieutenant Helt de Gabriel Arout, mise en scène Raymond Gérôme, théâtre des Mathurins
- 1959 : Les Trois Chapeaux claque de Miguel Mihura, mise en scène Olivier Hussenot, théâtre de l'Alliance française
- 1959 : Edmée de Pierre-Aristide Bréal, mise en scène Georges Vitaly, théâtre La Bruyère
- 1960 : La Cerisaie d'Anton Tchekhov, mise en scène Jean-Louis Barrault, Odéon-Théâtre de France
- 1960 : Les Femmes savantes de Molière, mise en scène Jacques Charon, théâtre des Bouffes-Parisiens
- 1961 : Judith de Jean Giraudoux, mise en scène Jean-Louis Barrault, Odéon-Théâtre de France
- 1961 : Le Voyage de Georges Schehade, mise en scène Jean-Louis Barrault, Odéon-Théâtre de France
- 1962 : L'Orestie d'Eschyle, mise en scène Jean-Louis Barrault, Odéon-Théâtre de France
- 1962 : La Révélation de René-Jean Clot, mise en scène Jean-Louis Barrault, Odéon-Théâtre de France
- 1962 : La guerre de Troie n'aura pas lieu de Jean Giraudoux, mise en scène Jean Vilar, cour d'honneur du Palais des Papes(Festival d'Avignon), TNP-théâtre de Chaillot : Cassandre
- 1962 : L'Otage de Paul Claudel, mise en scène Bernard Jenny, théâtre du Vieux-Colombier
- 1962 : Le Pain dur de Paul Claudel, mise en scène Bernard Jenny, théâtre du Vieux-Colombier
- 1962 : Le Père humilié de Paul Claudel, mise en scène Bernard Jenny, théâtre du Vieux-Colombier
- 1963 : La guerre de Troie n'aura pas lieu de Jean Giraudoux, mise en scène Jean Vilar, cour d'honneur du Palais des Papes (Festival d'Avignon), TNP-Chaillot : Cassandre
- 1963 : Les Enfants du soleil de Maxime Gorki, mise en scène Georges Wilson, TNP-Chaillot : Melania
- 1964 : Maître Puntila et son valet Matti de Brecht, mise en scène Georges Wilson, TNP-Chaillot
- 1964 : Romulus le Grand de Friedrich Dürrenmatt, mise en scène Georges Wilson, Cour d'Honneur du Palais des Papes Festival d'Avignon, TNP Théâtre de Chaillot
- 1964 : Nicomède de Corneille, mise en scène Roger Mollien, cour d'honneur du Palais des Papes (Festival d'Avignon), TNP-Chaillot
- 1965 : Les Troyennes d'Euripide, adaptation Jean-Paul Sartre, mise en scène Michael Cacoyannis, cour d'honneur du Palais des Papes (Festival d'Avignon), TNP-Chaillot
- 1966 : Poussière pourpre de Seán O'Casey, mise en scène Georges Wilson, TNP-Chaillot
- 1966 : Les Troyennes d'Euripide, adaptation Jean-Paul Sartre, mise en scène Michael Cacoyannis, cour d'honneur du Palais des Papes (Festival d'Avignon), TNP-Chaillot
- 1966 : Huis clos de Jean-Paul Sartre, théâtre de Bourgogne
- 1967 : Le Diable et le Bon Dieu de Jean-Paul Sartre, mise en scène Georges Wilson, TNP-Chaillot
- 1968 : Après la pluie de John Bowen, mise en scène René Dupuy, théâtre de l'Athénée-Louis-Jouvet
- 1969 : Le Diable et le Bon Dieu de Jean-Paul Sartre, mise en scène Georges Wilson, TNP-Chaillot
- 1969 : Le Vison voyageur de Ray Cooney et John Chapman, mise en scène Jacques Sereys, théâtre du Gymnase
- 1969 : 7 + quoi ? de François Billetdoux, théâtre du Gymnase
- 1970 : Opérette de Witold Gombrowicz, mise en scène Jacques Rosner, TNP-Chaillot
- 1970 : Le Diable et le Bon Dieu de Jean-Paul Sartre, mise en scène Georges Wilson, cour d'honneur du Palais des Papes (Festival d'Avignon), TNP-Chaillot
- 1971 : Les Prodiges de Jean Vauthier, mise en scène Claude Régy, TNP-Chaillot
- 1971 : Turandot ou le Congrès des blanchisseurs de Bertolt Brecht, mise en scène Georges Wilson, TNP-Chaillot
- 1972 : Play Strindberg de Friedrich Dürrenmatt, mise en scène Yves Gasc, théâtre des Mathurins
- 1972 : Eugénie Kopronime de René Ehni, mise en scène Jacques Rosny, théâtre Hébertot puis Espace Cardin
- 1973 : Sodome et Gomorrhe de Jean Giraudoux, mise en scène Roland Monod, Tréteaux de France
- 1974 : Monsieur Amilcar d'Yves Jamiaque, mise en scène Jacques Charon, théâtre des Bouffes-Parisiens
- 1975 : On loge la nuit-café à l'eau de Jean-Michel Ribes, mise en scène de l'auteur, Festival du Marais puis Espace Cardin
- 1976 : Affabulazione de Pier Paolo Pasolini, mise en scène Peter Lotschak, Espace Cardin
- 1976 : Ton nom dans le feu des nuées, Elisabeth de Jean Vauthier, mise en scène Marcel Maréchal, Théâtre du Gymnase de Marseille puis Théâtre national de l'Odéon
- 1977 : Ismène de Yánnis Rítsos d'après Louis Aragon, mise en scène Patrice Kerbrat, théâtre de la Gaîté-Montparnasse
- 1978 : Le Préféré de Pierre Barillet et de Jean-Pierre Grédy, mise en scène Michel Roux, théâtre de la Madeleine
- 1978 : La Mouette d'Anton Tchekhov, mise en scène Pierre Franck, théâtre de l'Atelier
- 1979 : Ardèle ou la Marguerite de Jean Anouilh, mise en scène Pierre Mondy et Roland Piétri, théâtre Hébertot
- 1980 : Night and Day de Tom Stoppard, mise en scène Jacques Rosner, Maison de la culture André-Malraux de Reims puis Nouveau théâtre de Nice
- 1981 : Sodome et Gomorrhe de Jean Giraudoux, mise en scène Jean-François Prévand, théâtre de la Madeleine
- 1982 : La Célestine de Fernando de Rojas, mise en scène Jean-Claude Amyl
- 1982 : De la cave au grenier, un corps entier de songes de Jacques Roubaud, mise en scène Michael Lonsdale, Tinel de la Chartreuse Villeneuve-les-Avignon (Rencontres d'été de la Chartreuse) puis Festival d'Avignon
- 1983 : Les Séquestrés d'Altona de Jean-Paul Sartre, mise en scène Jean-Pierre Bisson
- 1984 : Les Temps difficiles d'Édouard Bourdet, mise en scène Pierre Dux, théâtre des Variétés
- 1985 : La Bataille de Waterloo de Louis Calaferte, mise en scène Jean-Pierre Miquel, studio des Champs-Elysées
- 1986 : Révoltés d'Arnold Wesker, Jean Tardieu, Jean-Michel Ribes, mise en scène Jean-Michel Ribes
- 1986 : Les Justes d’Albert Camus, mise en scène Jean-Pierre Miquel, Théâtre national de l'Odéon
- 1987 : Inventaires de Philippe Minyana, mise en scène Dominique Bertola, Robert Cantarella, Philippe Minyana, La Criée
- 1987 : Fièvre romaine d’Edith Wharton, mise en scène Jean-Claude Buchard
- 1988 : Une visite inopportune de Copi, mise en scène Jorge Lavelli, Théâtre national de la Colline puis Nouveau théâtre d'Angers
- 1989 : Les Petits Aquariums de Philippe Minyana, mise en scène Robert Cantarella, [Théâtre national de la Colline
- 1990 : Greek (à la Grecque) de Steven Berkoff, mise en scène Jorge Lavelli, Théâtre national de la Colline
- 1991 : Déjeuner chez Ludwig W. de Thomas Bernhard, mise en scène Jacques Rosner, Théâtre Daniel-Sorano de Toulouse puis Théâtre national de la Colline
- 1992 : Greek (à la Grecque) de Steven Berkoff, mise en scène Jorge Lavelli, Théâtre national de la Colline
- 1992 : Notes de service de Jean Vilar, direction artistique Claude Santelli, Festival d'Avignon
- 1993 : Ce qui arrive et ce qu'on attend de Jean-Marie Besset, mise en scène Patrice Kerbrat, théâtre des Mathurins
- 1994 : L'oiseau n'a plus d'ailes d'après Peter Schwiefert, mise en scène François Duval, théâtre des Mathurins (voix off)
- 1994 : Le Landau qui fait du bruit de Jean-Louis Bourdon, mise en scène de l'auteur, La Criée puis théâtre de Nice
- 1995 : Un cœur français de Jean-Marie Besset, mise en scène Patrice Kerbrat, Centre national de création d'Orléans puis théâtre Hébertot
- 1996 : La Cour des comédiens d'Antoine Vitez, mise en scène Georges Lavaudant, cour d'honneur du Palais des Papes (Festival d'Avignon)
- 1996 : Le Siège de Leningrad de José Sanchis Sinisterra, mise en scène Dominique Poulange, TNP-Villeurbanne puis Théâtre national de la Colline
- 1997 : Qui a peur de Virginia Woolf ?d’Edward Albee, mise en scène Jean-Luc Revol
- 1998 : La Mer d’Edward Bond, mise en scène Jacques Rosner, Théâtre Daniel-Sorano de Toulouse]
- 1999 : Les Dingues de Knoxville de et mise en scène Joël Jouanneau, Théâtre de l'Est parisien
- 1999 : Shirley, adaptation et mise en scène Caroline Loeb d'après les carnets du peintre américain Shirley Goldfarb, monologue joué au Théâtre du Petit Chien dans le cadre du festival off d'Avignon
- 2000 : Les Parents terribles de Jean Cocteau, mise en scène Jean-Claude Brialy
- 2000 : Shirley, adaptation et mise en scène Caroline Loeb, Théâtre du Rond-Point puis Théâtre La Bruyère
- 2001 : Emy’s View de David Hare, mise en scène Bernard Murat, Théâtre Hébertot
- 2002 - 2003 : La Folle de Chaillot de Jean Giraudoux, mise en scène François Rancillac, Théâtre de l'Athénée-Louis-Jouvet
- 2004 : La Profession de Madame Warren de George Bernard Shaw, mise en scène Michel Fagadau, Comédie des Champs-Élysées
- 2005 : Dieu est un steward de bonne composition d'Yves Ravey, mise en scène Jean-Michel Ribes, Théâtre du Rond-Point puis Théâtre national de Nice et tournée
- 2006 : Histoires d'hommes de Xavier Durringer, mise en scène Michel Didym, Pépinière Opéra
- 2007 : Une liaison pornographique de Philippe Blasband, mise en scène Steve Suissa, Théâtre Marigny
- 2008 : Rêve d’automne de Jon Fosse, mise en scène David Géry, théâtre de l'Athénée-Louis-Jouvet
- 2009 : La Marche de Bernard-Marie Koltès, mise en scène Michel Didym, Arsenal de Metz
- 2010 : Les Combats d'une reine de Grisélidis Réal, mise en scène Françoise Courvoisier, Théâtre des Halles (Festival off d'Avignon)
- 2010 : Et l'enfant sur le loup de Pierre Notte, mise en scène Patrice Kerbrat, théâtre de l'Union puis Théâtre du Rond-Point
- 2011 : Rose de Martin Sherman, mise en scène Thierry Harcourt, Pépinière Théâtre
- 2012 : Inventaires de Philippe Minyana, mise en scène Robert Cantarella, Théâtre de Poche Montparnasse
- 2013 : Toutes les dates de naissance et de mort de Régis de Martrin-Donos, mise en espace de Gilbert Désveaux, tournée
- 2013 : Dramuscules de Thomas Bernhard, mise en scène Catherine Hiegel, Théâtre de Poche Montparnasse
- 2014-2016 : Un dernier jour de jeûne de Simon Abkarian, mise en scène de l'auteur, Théâtre Nanterre-Amandiers et tournée
- 2014 : Les Combats d'une reine de Grisélidis Réal, mise en scène Françoise Courvoisier, Théâtre de la Manufacture des Abbesses
- 2015 : Les Grandes filles de Stéphane Guérin, mise en scène Jean-Paul Muel, Théâtre Montparnasse
- 2016 : Oscar et la Dame rose de Éric-Emmanuel Schmitt, mise en scène Steve Suissa, Théâtre Rive-Gauche
- 2017 : L'Amante anglaise de Marguerite Duras, mise en scène Thierry Harcourt, Théâtre du Lucernaire
- 2018 : Colette & l'amour, de Philippe Tesson, mise en scène de l'auteur, Théâtre de Poche
- 2019 : Une actrice, de Philippe Minyana, mise en scène Pierre Notte, Théâtre de Poche
- 2020 : Judith Magre lit Gérard Depardieu, Théâtre du Rempart, Avignon
- 2021-2023 : Une vie allemande, de Christopher Hampton, mise en scène Thierry Harcourt, Théâtre de Poche
- 2023 - 2024 : S'abandonner à vivre, de Sylvain Tesson, mise en scène Thierry Harcourt, Théâtre de Poche
- 2024 : Judith prend Racine au Poche, en duo avec Olivier Barrot, d'après Jean Racine, mise en scène Thierry Harcourt, Théâtre de Poche
- 2024-2025 : Judith Magre dit Baudelaire, en duo avec Olivier Barrot, mise en scène Thierry Harcourt, Théâtre de Poche
- 2025 : Judith Magre dit Apollinaire, en duo avec Éric Naulleau, mise en scène Alireza Kishipour et Sébastien Toubon, Théâtre de Poche

### Récompenses
- Prix du Syndicat de la critique 1971 : meilleure comédienne pour Les Prodiges
- Prix du Syndicat de la critique 1972 : meilleure comédienne pour Eugénie Kopronime
- Molières 1990 : Molière de la comédienne dans un second rôle pour Greek
- Molières 2000 : Molière de la comédienne pour Shirley
- Molières 2006 : Molière de la comédienne pour Histoires d'hommes
- Prix du Brigadier 2011 : Brigadier d'honneur pour l'ensemble de sa carrière

## Filmographie

### Cinéma

#### Sous le nom de Simone Chambord
- 1948 : Clochemerle de Pierre Chenal : Hortense Girodot
- 1949 : Maya de Raymond Bernard
- 1950 : Coups de chapeau de Christian Stengel (court métrage)[11]
- 1951 : Un grand patron d'Yves Ciampi : la jeune femme qui chante
- 1952 : Les Dents longues de Daniel Gélin : une secrétaire
- 1952 : Adorables Créatures de Christian-Jaque : la standardiste no 1
- 1953 : Mon mari est merveilleux d'André Hunebelle : la journaliste

#### Sous le nom de Judith Magre
- 1953 : Capitaine Pantoufle de Guy Lefranc : la copine
- 1953 : L'Esclave d'Yves Ciampi : Claudie
- 1954 : Papa, maman, la bonne et moi de Jean-Paul Le Chanois : Germaine
- 1955 : Le Village magique de Jean-Paul Le Chanois : La Panthère
- 1955 : Les Grandes Manœuvres de René Clair : Émilienne
- 1955 : Napoléon de Sacha Guitry : une merveilleuse
- 1956 : La Fille de l'ambassadeur (The Ambassador's Daughter) de Norman Krasna : une fille légère
- 1957 : La Joconde : Histoire d'une obsession d'Henri Gruel
- 1957 : L'Homme à l'imperméable de Julien Duvivier : Éva
- 1957 : Comme un cheveu sur la soupe de Maurice Regamey : une journaliste
- 1957 : Pot-Bouille de Julien Duvivier : Rachel
- 1957 : Une Parisienne de Michel Boisrond : Irma
- 1958 : Cargaison blanche de Georges Lacombe : Dora
- 1958 : Les Amants de Montparnasse de Jacques Becker : la fille du jockey
- 1958 : Les Amants de Louis Malle : Maggy Thiebaut-Leroy
- 1958 : Le Sicilien de Pierre Chevalier : la femme de Pete
- 1958 : Les Jeux dangereux de Pierre Chenal : Éliane Fournier
- 1959 : Le Travail c'est la liberté de Louis Grospierre : Yvonne
- 1960 : Bouche cousue de Jean Boyer : Barbara
- 1960 : Le Dialogue des Carmélites de Philippe Agostini : Rose Ducor
- 1967 : Toutes folles de lui de Norbert Carbonnaux : la voyante
- 1967 : Sept fois femme (Seven Times Woman) de Vittorio De Sica : Trentaine amère
- 1969 : L'Échelle blanche de Robert Freeman : Éliane
- 1970 : Le Voyou de Claude Lelouch : Mme Gallois
- 1971 : La Cavale de Michel Mitrani : Gina
- 1971 : Papa, les petits bateaux de Nelly Kaplan : Marylène
- 1971 : Un peu de soleil dans l'eau froide de Jacques Deray : Odile
- 1974 : Toute une vie de Claude Lelouch : la femme du restaurateur
- 1974 : Les Guichets du Louvre de Michel Mitrani : Mme Ash
- 1975 : Le Chat et la Souris de Claude Lelouch : la femme au petit chien
- 1976 : Mon cœur est rouge de Michèle Rosier : la femme en colère
- 1978 : Genre masculin de Jean Marbœuf : Mme Jacquot
- 1978 : L'Associé de René Gainville : Mme Brezol
- 1979 : Rien ne va plus de Jean-Michel Ribes : Béatrice
- 1980 : Je vais craquer de François Leterrier : Irina
- 1981 : Oxalá d'António-Pedro Vasconcelos : Françoise
- 1982 : Salut, j'arrive de Gérard Poteau : Mathilde
- 1983 : Vive la sociale ! de Gérard Mordillat : la mère
- 1987 : Spirale de Christopher Frank : Falconnetti
- 1988 : L'Enfance de l'art de Francis Girod
- 1989 : Les Deux Fragonard de Philippe Le Guay : une anatomiste
- 1989 : Jésus de Montréal de Denys Arcand : la comédienne de doublage
- 1990 : La Campagne de Cicéron de Jacques Davila : Hermance
- 1990 : Feu sur le candidat d'Agnès Delarive : Huguette Cavaillon
- 1994 : Montparnasse-Pondichéry d'Yves Robert : Mme Chamot
- 1996 : Andrea de Sergi Casamitjana : Renata
- 1996 : Album de famille de Shiri Tsur : Hélène
- 1998 : L'homme est une femme comme les autres de Jean-Jacques Zilbermann : la mère de Simon
- 2000 : Le Pique-nique de Lulu Kreutz de Didier Martiny : Olga Steg
- 2003 : Nathalie... d'Anne Fontaine : la mère de Catherine
- 2005 : L'Antidote de Vincent de Brus : Mme Marty mère
- 2007 : La Disparue de Deauville de Sophie Marceau : la duchesse
- 2008 : Ça se soigne ? de Laurent Chouchan : Aline Bledish
- 2009 : La Folle Histoire d'amour de Simon Eskenazy de Jean-Jacques Zilbermann : Bella
- 2010 : Ces amours-là de Claude Lelouch : la mère du pianiste
- 2012 : Adieu Berthe de Bruno Podalydès : Mme de Tandévou
- 2012 : Du vent dans mes mollets de Carine Tardieu : la grand-mère
- 2014 : À l'abri de la tempête de Camille Brottes Beaulieu : Valentine âgée
- 2014 : Le Règne de la beauté de Denys Arcand : Mathilde
- 2014 : Au fil d'Ariane de Robert Guédiguian : Voix de la tortue
- 2015 : Parisiennes de Slony Sow : Judith
- 2016 : Elle de Paul Verhoeven : Irène
- 2018 : Les Fantômes d'Alexandre Vallès : Natalie Delpit
- 2019 : Joyeuse retraite ! de Fabrice Bracq : La mère de Philippe
- 2021 : Tout s'est bien passé de François Ozon : Simone
- 2022 : Joyeuse retraite 2 de Fabrice Bracq : La mère de Philippe
- 2024 : Le Molière imaginaire d'Olivier Py : Marquise de Rohan
- 2024 : Pourquoi tu souris ? de Chad Chenouga et Christine Paillard : Rita

### Télévision
- 1955 : Tu ne m'échapperas jamais de Marcel Bluwal
- 1955 : Le Réveillon de Marcel Bluwal
- 1958 : Les Cinq Dernières Minutes, épisode Tableau de chasse (1.7) de Claude Loursais : Corinne Lestel
- 1959 : Les Cinq Dernières Minutes, épisode On a tué le mort (1.10) de Claude Loursais : Marie-Laure Darsac
- 1960 : La caméra explore le temps : Qui a tué Henri IV ? de Stellio Lorenzi : la marquise de Verneuil
- 1960 : La caméra explore le temps : L'Assassinat du duc de Guise de Guy Lessertisseur : Charlotte de Sauves
- 1964 : L'Été en hiver de François Chalais
- 1965 : Huis clos de Michel Mitrani : Inès
- 1966 : Les Fables de La Fontaine, épisode Le Chat, la belette et le petit lapin d'Hervé Bromberger : Vera
- 1966 : Rouletabille, épisode Rouletabille chez les Bohémiens de Robert Mazoyer : Callista
- 1967 : Bajazet de Racine, réalisation Michel Mitrani
- 1967 : Antoine et Cléopâtre de William Shakespeare, réalisation de Jean Prat
- 1968 : La Double Inconstance de Marivaux, mise en scène et réalisation Marcel Bluwal : Flaminia
- 1970 : Reportage sur un squelette ou Masques et Bergamasques de Michel Mitrani : Médée
- 1972 : Les Thibault d'Alain Boudet et André Michel : Anne de Battaincourt
- 1972 : Au théâtre ce soir : Un mari idéal d'Oscar Wilde, mise en scène Raymond Rouleau, réalisation Pierre Sabbagh, théâtre Marigny : Madame Cheveley
- 1973 : Petite flamme dans la tourmente de Michel Wyn : Tilia
- 1973 : Au théâtre ce soir : La Tête des autres de Marcel Aymé, mise en scène Raymond Rouleau, réalisation Georges Folgoas, théâtre Marigny : Mme Bertolier
- 1973 : Au théâtre ce soir : Marie-Octobre de Jacques Robert, Julien Duvivier, Henri Jeanson, mise en scène André Villiers, réalisation Georges Folgoas, théâtre Marigny : Marie-Octobre
- 1974 : Jeanne ou la Révolte de Luc Godevais : Jeanne Harvilliers
- 1978 : Allégra de Michel Wyn : Carmen Corail
- 1978 : Les Grandes Conjurations, épisode Le Connétable de Bourbon de Jean-Pierre Decourt : Louise de Savoie
- 1978 : Au théâtre ce soir : Une femme trop honnête d'Armand Salacrou, mise en scène Georges Vitaly, réalisation Pierre Sabbagh, théâtre Marigny
- 1979 : Au théâtre ce soir : Monsieur Amilcar d'Yves Jamiaque, mise en scène Max Fournel, réalisation Pierre Sabbagh, théâtre Marigny
- 1979 : La Mouette de Jacques Duhen : Arkadina
- 1980 : La Sourde Oreille de Michel Polac : Antoinette
- 1981 : À nous de jouer d'André Flédérick : la directrice des programmes
- 1981 : Le Beau Monde de Michel Polac : Anna
- 1981 : Ardèle ou la Marguerite de Pierre Desfons : la comtesse
- 1985 : Les Étonnements d'un couple moderne de Pierre Boutron : Solange Morana
- 1987 : Les Cinq Dernières Minutes, épisode La Peau du rôle de Guy Jorré : Julia
- 1988 : Un cœur de marbre de Stéphane Kurc : Mme Thérèse
- 1988 : M'as-tu-vu ?, épisode La Rencontre : Salima
- 1988 : Paparoff, épisode L'addition est pour moi: Paparoff est de retour de Denys de La Patellière : Antonia
- 1988 : La Belle Anglaise (série) : Alice
- 1991 : Jour blanc de Jacob Berger : Eva Kalinska
- 1991 : L'Huissier de Pierre Tchernia : Mme Malicorne
- 1991 : Le Dernier Lien de Joyce Buñuel : Camille
- 1992 : Urgence d'aimer de Philippe Le Guay : Roselyne
- 1993 : Rhésus Roméo de Philippe Le Guay : Roselyne
- 1994 : La Milliardaire de Jacques Ertaud
- 1994 : La Grande Fille de Jean-Paul Salomé : Colette
- 1995 : L'Enfant en héritage de Josée Dayan : Édith Schomberg
- 1996 : Berjac : Coup de théâtre de Jean-Michel Ribes : Édith
- 2000 : Avocats et Associés, épisode Le Bébé de la finale de Denis Amar : Élodie Jacquin
- 2003 : Les Parents terribles de Jean Cocteau, mise en scène et réalisation Jean-Claude Brialy : Léo
- 2004 : Le Menteur de Philippe de Broca : Geneviève
- 2007 : Le Réveillon des bonnes de Michel Hassan : Mme Despréaux
- 2007 : Les Interminables de Thomas Pieds : Gaëlle
- 2008 : John Adams de Tom Hooper : Mme Helvétius
- 2010 : La Maison des Rocheville de Jacques Otmezguine : la voix de la maison
- 2011 : Quand l'amour s'emmêle de Claire de La Rochefoucauld : Jeanne
- 2012 : Le Sang de la vigne, épisode Mission à Pessac : Madame Newman
- 2013 : La Minute vieille de Fabrice Maruca : elle-même
- 2015 : Le Sang de la vigne, épisode Pour qui sonne l'angélus : Madame Newman
- 2020 : Un mauvais garçon de Xavier Durringer : Gisèle Delage
- 2026 : Aytl Jensen fait son show ! de Aytl Jensen: Annie Descontes (saison 1, épisode 13)

## Discographie
- 1976 : Judith Magre chante Esther Prestia

## Hommage
La médiathèque de sa ville natale, Montier-en-Der (Haute-Marne), porte son nom depuis le 8 juin 2015.